# Peronella analis
Peronella analis is een zee-egel uit de familie Laganidae.
De wetenschappelijke naam van de soort werd in 1904 gepubliceerd door Johannes Cornelis Hendrik de Meijere.